# Ixtlahuacán de los Membrillos
Pour les articles homonymes, voir Ixtlahuacán.
Ixtlahuacán de los Membrillos est une ville et une municipalité de la zone métropolitaine de Guadalajara dans l'État mexicain de Jalisco. La municipalité a 53 045 habitants en 2015.

## Situation

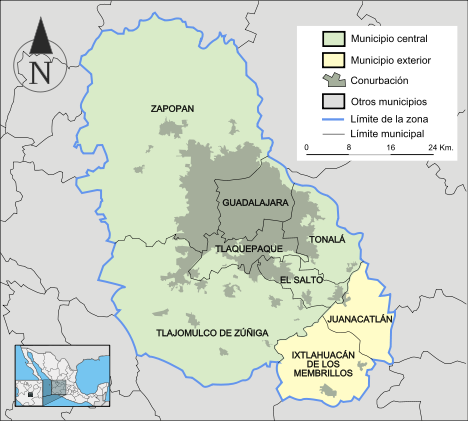
Zone métropolitaine.

Ixtlahuacán de los Membrillos est située à 1 570 m d'altitude, à une quarantaine de kilomètres du centre de Guadalajara, capitale de l'État de Jalisco, et à une dizaine de kilomètres au nord du lac de Chapala.
Elle est entourée par les municipalités de Juanacatlán au nord et à l'est, Chapala à l'est et au sud, Jocotepec au sud-ouest et Tlajomulco de Zúñiga au nord-ouest.

## Démographie
La municipalité compte 41 060 habitants en 2010, pour une superficie de 184,25 km2, dont 58 % de population urbaine.
La municipalité comprend alors 94 localités dont la plus importante est El Rodeo - Los Olivos (7 647 habitants en 2010), suivie par
- Atequiza (6 498 habitants),
- le chef lieu : Ixtlahuacán de los Membrillos (6 137 habitants),
- La Capilla del Refugio (6 137),
- Buenavista - Rinconada La Loma (2 476) et Los Cedros[1].

Au recensement de 2015, la population de la municipalité passe à 53 045 habitants.

## Histoire

Atequiza vers 1900
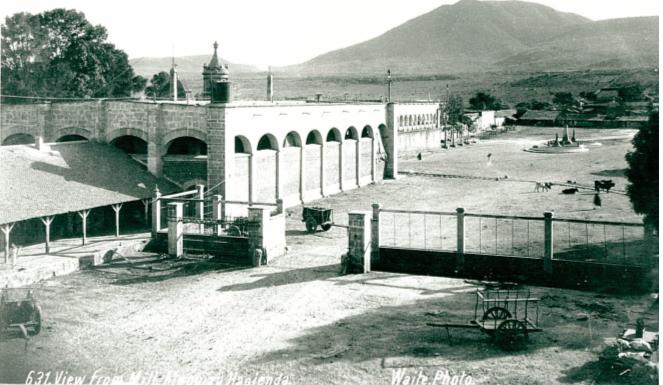
L'hacienda d'Atequiza en 1905.
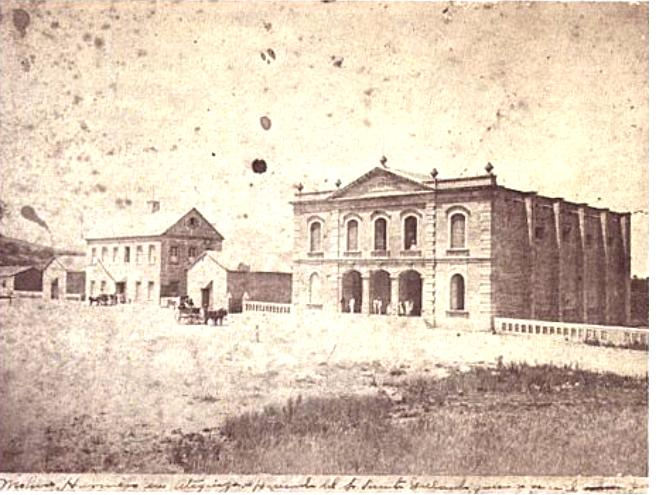
Le théatre.
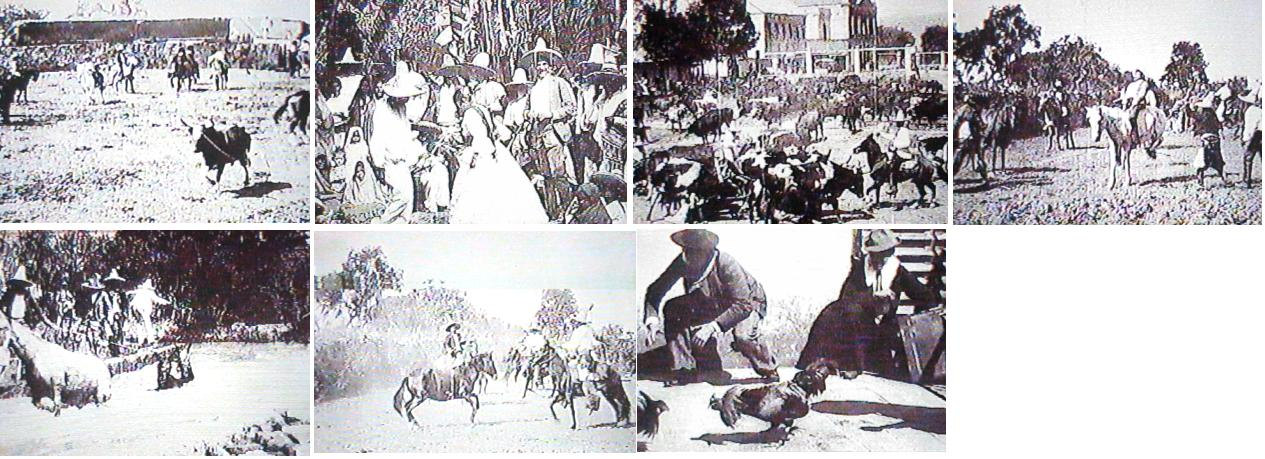
Cinématographe Lumière, vues d'Atequiza en 1896. Titres originaux : Lassage d'un bœuf sauvage, Danse mexicaine, Lassage des bœufs pour le labour, Baignade de chevaux, Cavalier sur un cheval rétif, Lassage d'un cheval sauvage, Combat de coqs.